# 出口隆義
出口 隆義（でぐち たかよし、1954年2月25日 - ）は、北海道出身の元騎手。

## 経歴

### デビュー時
出身地が日高で、馬と接する機会が多く、義理の兄が騎手の川端義雄という関係で競馬社会に入った。
1974年3月に栗東・諏訪佐市厩舎からデビューし、同期には岩元市三・佐々木晶三・西園正都・寺田雅之・稲葉的海・池添兼雄・佐野清広・河内洋・秋山忠一・伊藤稔がいた。
新人時代の追い切りでは諏訪や厩舎の先輩騎手である稲部和久のアドバイス、批判をもらっていた。

### 1970年代
1年目の1970年は同2日の阪神第2競走4歳未勝利・ヤマニンチェス（13頭中13着）で初騎乗を果たし、4月7日の阪神第4競走4歳200万下・サントップで初勝利を挙げるなど、同年から2桁の15勝（平地13勝, 障害2勝）をマーク。
2年目の1975年には阪神障害ステークス（秋）・スズカクインで重賞初制覇を挙げ、35勝（平地31勝, 障害4勝）と一気に勝鞍を増やす。
3年目の1976年からは平地の騎乗に専念し、自己最多の40勝を挙げて全国10位にランクイン。同年はスリーヨークで金杯（西）を制して平地重賞初制覇を挙げると、続く中日新聞杯も制して重賞を連勝。
1977年は18勝に終わるが、1978年には30勝をマーク。

### 1980年代
1980年からは大沢真厩舎に移籍し、同年と1981年は9勝に終わる。
1982年から1985年には4年連続10勝台の2桁勝利を記録し、その間の1984年には諏訪厩舎に復帰。
1982年にはマイラーズカップで愛知から移籍2戦目のカズシゲに騎乗し、14頭中10番人気ながらサクラシンゲキをクビ差封じると同時にオペックホース・ケイキロク・ハッピープログレスを抑えて勝利。続くサンケイ大阪杯でもカツアールを抑えてサンエイソロンの3着に入ったが、天皇賞（春）と宝塚記念は共に6着と掲示板を外して降板。
1984年にはハシコトブキ産駒のイブキカネールで阪神3歳ステークスに騎乗して4着に入り、1985年のきさらぎ賞では16頭中15番人気で3連勝中のダイゴトツゲキを破る。
1985年には4歳牝馬特別で16頭中13番人気のアルファローズに騎乗してエルプス・タカラスチールに次ぐ4着に入り、1986年の小倉記念では軽量50kgを活かして3着に逃げ粘る。
1987年には松元省一厩舎へ移籍し、北九州記念ではアルファローズでプレジデントシチー・カツラギハイデンを抑えて2着に逃げ粘る。
1988年には3年ぶり最後の2桁となる11勝をマークし、1989年からはフリーとなる。
1989年は4月16日の新潟第7競走4歳以上400万下ではダイユウサクで好スタートから先行し勝利すると、枠連3万1640円という高配当を演出。
1989年7月30日の小倉第3競走3歳新馬をハリケンローズで逃げ切ったのが最後の勝利となり、同年12月17日の中京第12競走4歳以上400万下・トップクローネ（16頭中5着）を最後に引退。

## 騎手成績
| 通算成績 | 1着 | 2着 | 3着 | 4着以下 | 出走回数 | 勝率 | 連対率 |
| -------- | --- | --- | --- | ------- | -------- | ---- | ------ |
| 平地     | 260 | 274 | 283 | 2200    | 3017     | .086 | .177   |
| 障害     | 6   | 4   | 0   | 14      | 24       | .250 | .417   |
| 計       | 266 | 278 | 283 | 2214    | 3041     | .087 | .179   |

### 主な騎乗馬
- スズカクイン（1975年阪神障害ステークス (秋)）
- スリーヨーク（1976年金杯 (西)・中日新聞杯）
- カズシゲ（1982年マイラーズカップ）
- イブキカネール（1985年きさらぎ賞）

その他
- キョウワサンダー
- ダイユウサク